# One Love (rappeur)
Pour les articles homonymes, voir One Love.
One Love, de son véritable nom Steve Roland Etogo Akpe est un chanteur, rappeur et entrepreneur camerounais né un 13 décembre à Yaoundé. 
Il se fait connaitre sur la scène musicale camerounaise en 2003 en devenant lauréat du "Concours National de la Chanson Mutzig, organisé au Cameroun par l'entreprise brassicole Les Brasseries du Cameroun.  
Son premier album intitulé Le ghetto veut aussi gnama sort en 2006. C'est un artiste engagé, connu surtout pour ses prises de position tranchées sur des questions sociales, politiques et de mœurs.

## Biographie
Né à Yaoundé, One Love est un artiste camerounais de musique rap.   
Il fait ses premiers pas dans la musique très jeune en participant à des spectacles au lycée.  Il rejoint également une chorale. En 2002, Il crée un groupe de rap dénommée "Union Ktastrofik" groupe dans lequel il excelle et arpente les scènes hip hop du Cameroun. Il pratique du football de manière professionnelle pendant plusieurs années avant de se lancer dans une carrière artistique Partagé entre les études, la musique et le football, One Love décide de se lancer véritablement dans la musique en 2003 lorsqu’il participe au Concours National de la Chanson Mutzig organisé par les Brasseries du Cameroun.  
Sa victoire à la compétition annuelle de musique organisée par la marque brassicole Mutzig au Cameroun lui permet de se faire connaitre du grand public. Il participe à la suite au Best off du concours national de la chanson 2003. En 2006, il sort son premier album intitulé Le ghetto veut aussi gnama dans lequel on retrouve les chansons Je vis dans le ghetto et Merci Tapiocaqui sont devenus des hymnes pour ma jeunesse camerounaise.
En 2005, il crée le label Ghettomania Music, sous lequel il évolue depuis lors et à travers lequel il put faire connaître d'autres jeunes artistes[réf. nécessaire].
One Love rappe sur des thématiques variées. C'est aussi un rappeur engagé pour <<le développement>> dont les textes portent généralement sur les problèmes qui minent la société ; la pauvreté, la corruption, la délinquance juvénile, l'immigration, le développement durable, le terrorisme et la dictature, les injustices et les inégalités sociales.
Son second album De l'ombre à la lumière sort en 2010, suivi un an seulement plus tard de David Vs Goliath. Le titre Président Dégage issu de l'album David Vs Goliath, dans lequel il demande au président de quitter le pouvoir fait couler beaucoup d'encre et le positionne désormais véritablement au rang des rappeurs camerounais engagés.
En 2014, son quatrième album Nouveau Souffle voit le jour. 
En 2014, il sort un single intitulé "Tu exagères" dans lequel il décrit les comportements des artistes qui font des chansons obscènes.
En 2015, dans une chanson intitulée "Boko haram tu ne nous peux pas", il marque son soutien aux forces armées camerounaise qui font face à plusieurs menaces terroristes de la secte Boko Haram.
En 2016, il décide de créer un concept musical qu'il appelle « les chroniks musicales de One Love ». Il enchaîne alors plusieurs singles sur différents faits de société parmi lesquels une chanson sur la bravoure de Mamoudou Gassama qui atteint plus d'un million de vues sur Facebook.
De 2010 à 2019, il participe à plusieurs spectacles et festivals dans le monde à l'instar du congrès mondial de la jeunesse à Istanbul en 2010, le forum africain pour le développement à Marrakech (Maroc) en 2015, le festi Brazza et "Ici c'l'Afrik" au Congo Brazza en 2014, le forum de l'Union Africaine en 2014 et 2015 à Addis Abeba (Éthiopie), la Conférence Mondiale sur les Changements climatiques Cop 25 à Madrid (Espagne) en 2019.

## Discographie

### Albums
- 2006 : Le ghetto veut aussi gnama
- 2010 : De l'ombre à la lumière
- 2011 : David Vs Goliath
- 2014 : Un nouveau souffle

### Singles
- 2006 : Merci Tapioca, je vis dans le ghetto, nanga boko, les yoryettes d'aujourd'hui
- 2011 : J'en ai marre
- 2015 : Lettre à Monique
- 2015 : Boko Haram tu ne nous peux pas
- 2016 : Le Train de la mort
- 2016 : Bidoung Kpwatt
- 2017 : Ondoa Tu es Bon
- 2018: Mamoudou Gassama

## Récompenses et nominations
- 2003 : Vainqueur Concours de la chanson Mutzig
- Meilleur artiste du festival "Africolor"
- 2006 - 2010 : Nominations Mboa hip hop awards, Yaoundelir,
- 2015:  Prix RMA (Renaissance Music Awards) Meilleure composition
- 2020 : Laureat du Prix "Les Musiques du Monde"